# Schriftliche Division
Die schriftliche Division ist ein Algorithmus, der verwendet wird, um auf dem Papier eine Zahl durch eine andere zu teilen. Um die schriftliche Division ausführen zu können, benötigt man das Einmaleins und die schriftliche Subtraktion.
Die praktische Bedeutung des Verfahrens ist, seit Taschenrechner allgemein verfügbar sind, nur noch gering. Trotzdem wird diese Rechenweise bereits im Elementarunterricht gelehrt: Kinder lernen sie meist in der 4. Jahrgangsstufe der Grundschule, allerdings meist nur für einstellige Divisoren. Die Berechtigung dieses Lehrstoffs wird kontrovers diskutiert.

## Algorithmus
Eingabedaten:
- Der Dividend, eine natürliche Zahl, in Ziffern ausgeschrieben
- Der Divisor, eine natürliche Zahl außer 0, in Ziffern ausgeschrieben

Hilfsmittel:
- Eine Tabelle, in der jede mögliche Ziffer mit dem Divisor multipliziert ist
- Karopapier zum Aufschreiben der Zwischenergebnisse

Ausgabedaten:
- Der Quotient, eine natürliche Zahl
- Der Divisionsrest, eine natürliche Zahl

Ablauf:
1. Auf Karopapier mit viel Platz nach unten wird die Divisionsaufgabe in der Form „Dividend : Divisor =“ geschrieben. Rechts vom Gleichheitszeichen wird später der Quotient geschrieben.
2. Die am weitesten links stehende Ziffer des Dividenden wird abgespalten.
3. In der Hilfstabelle wird das größte Produkt gesucht, das höchstens so groß ist wie der abgespaltene Teil.
4. Die Ziffer aus der Hilfstabelle wird als nächste Ziffer des Quotienten geschrieben.
5. Das Produkt aus der Hilfstabelle wird unter den abgespaltenen Teil geschrieben und davon abgezogen.
6. Wenn der Dividend noch ungenutzte Ziffern hat, wird das Ergebnis des Abziehens rechts um die nächste Ziffer des Dividenden erweitert und bildet den neuen abgespaltenen Teil, es geht weiter bei Schritt 3.
7. Fertig. Rechts vom Gleichheitszeichen steht der Quotient, und der abgespaltene Teil bildet den Divisionsrest.

## Beispiele

### Division mit Rest
| Ziffer | 4 × Ziffer |
| ------ | ---------- |
| 0      | 0          |
| 1      | 4          |
| 2      | 8          |
| 3      | 12         |
| 4      | 16         |
| 5      | 20         |
| 6      | 24         |
| 7      | 28         |
| 8      | 32         |
| 9      | 36         |

Die Zahl 351 soll durch 4 geteilt werden. Die 351 ist der Dividend, die 4 ist der Divisor.
| Schritt | Aktionen |
| ------- | --- |
| 1       | 351 : 4 = |
| 2       | Die 3 wird von der 351 abgespalten, übrig bleibt die 51. |
| 3       | In der Hilfstabelle ist das größte Produkt, das höchstens 3 ist, die 0. Das nächstgrößere Produkt in der Tabelle wäre 4 und damit größer als 3.                              |
| 4       | Die 0 wird als erste Ziffer des Quotienten geschrieben. |
| 5       | 351 : 4 = 0 0 - 3 |
| 6       | Der Dividend hat noch die ungenutzten Ziffern 51. Die nächste Ziffer des Dividenden ist die 5, der abgespaltene Teil wird dadurch zu 35.                                     |
| 3       | Das größte Produkt in der Hilfstabelle, das höchstens 35 ist, ist die 32. |
| 4       | Zu dem Produkt aus der Hilfstabelle gehört die Ziffer 8. Sie wird an den Quotienten geschrieben, der Quotient ist nun 08.                                                    |
| 5       | Von der 35 wird das Produkt 32 abgezogen, übrig bleibt 3. |
| 6       | Der Dividend hat noch die ungenutzte Ziffer 1, der abgespaltene Teil wird dadurch 31.                                                                                        |
| 3       | Das größte Produkt in der Hilfstabelle, das höchstens 31 ist, ist die 28. |
| 4       | Zu dem Produkt 28 gehört die Ziffer 7. Die 7 wird an den Quotienten geschrieben, der Quotient ist nun 087.                                                                   |
| 5       | Von der 31 wird das Produkt 28 abgezogen, übrig bleibt 3. |
| 6       | Der Dividend hat keine ungenutzten Ziffern mehr. |
| 7       | 351 : 4 = 087 0 - 35 32 -- 31 28 -- 3 Der Quotient ist 087, der Rest ist 3. Führende Nullen werden üblicherweise nicht ausgeschrieben, dadurch ist das Ergebnis „87 Rest 3“. |